# Utansjö
Utansjö is een plaats in de gemeente Härnösand in het landschap Ångermanland en de provincie Västernorrlands län in Zweden. De plaats heeft 209 inwoners (2005) en een oppervlakte van 102 hectare.

## Verkeer en vervoer
Bij de plaats lopen de E4 en Riksväg 90.

## Geboren
- Åke Larsson (1921-2009), componist, presentator, muzikant en muziekproducent.